# Сінгапурський камінь
Сінгапурський камінь — велика брила пісковику, знайдена британцями в 1819 році поблизу гирла річки Сінгапур. На брилі висотою близько 3 м було знайдено численні написи невідомою мовою. Сінгапурський камінь підірвали задля розширення гирла річки та полегшення проходження кораблів до порту в 1843 році. Збереглися лише окремі уламки з написами, які зберігаються у Національному музеї Сінгапуру та музеї в Індії.

## Опис
Сінгапурський камінь являв собою уламок скелі, висотою та шириною близько 3 метрів. На пісковику було викарбувано більш як 50 рядків тексту невідомою мовою. Брила розташовувалася біля південно-східного берега гирла річки Сінгапур.

## Історія
Камінь знайшли робітники, що розчищали тропічний ліс на місці, де пізніше було побудовано Форт Фулертон у червні 1819 року. Численні роззяви приходили подивитися на знахідку.

### Знищення
У січні 1843 року капітан Стівенсон з командою підірвали камінь. У відданні наказу щодо руйнування звинувачували архітектора Сінгапуру Джорджа Коулмана, але його на той час навіть не було в Сінгапурі.